# 릴리아나 카바니
릴리아나 카바니(Liliana Cavani, 1933년 1월 12일 ~ )는 이탈리아의 영화 감독, 영화 각본가이다. 베르나르도 베르톨루치, 피에르 파올로 파솔리니, 마르코 벨로키오 등 유명 영화 감독들과 동시에 활동하며 어깨를 나란히 했던 인물이다. 1974년 영화 《비엔나 호텔의 야간 배달부》를 통해 국제적으로 이름을 알렸다.

## 작품 목록
- 더 캐니벌스 (1970)
- 비엔나 호텔의 야간 배달부 (1974)
- 선과 악을 넘어서 (1977, Al di là del bene e del male)
- 찢어진 깃발 (1981)
- 니나 (1982)
- 베를린 어페어 (1985)
- 프란체스코 (1989)
- 어디있나요? 저는 여기 있어요 (1993)
- 리플리스 게임 (2002)
- The Order of Time (2023)